# Emanuel Ungaro
Emanuel Ungaro (Aix-en-Provence, 13 febbraio 1933 – Parigi, 21 dicembre 2019) è stato uno stilista francese.

## Biografia
Gia all'età di nove anni Emanuel Ungaro apprese il mestiere di sarto con l'aiuto del padre ad Aix-en-Provence. Proveniente da una famiglia pugliese immigrata da Francavilla Fontana (tutti esuli in Francia perché antifascisti), si trasferì prima a Parigi, e poi a Barcellona per lavorare con Balenciaga, rimanendovi sei anni. Nel biennio successivo lavorò presso Courrèges.
Creò la propria griffe nel 1965 e presentò la sua prima collezione durante il periodo di massima della moda futurista. Il suo marchio di fabbrica sarà sempre un mix di stampe e sfumature luminose su drappeggio. Il negozio principale di Emanuel Ungaro si installò all'inizio di Avenue Montaigne a Parigi. Negli anni Ottanta era uno dei cinque grandi nomi dell'alta moda parigina.
Nel 1996 la sua azienda fu acquistata dal gruppo italiano Ferragamo. Ungaro si ritirò quindi dalla gestione dell'azienda, lasciando poi definitivamente il mondo della moda parigina il 26 maggio 2004 dopo oltre 35 anni di collezioni. Nel 2012 l'azienda italiana Aeffe riprese la produzione e la distribuzione degli articoli Ungaro.
Ungaro morì a Parigi nel dicembre del 2019.

## Vita privata
Era sposato dal 1988 con Laura Bernabei, figlia di Ettore Bernabei e sorella di Matilde. I due ebbero una figlia, Cosima.